# Orale pathologie

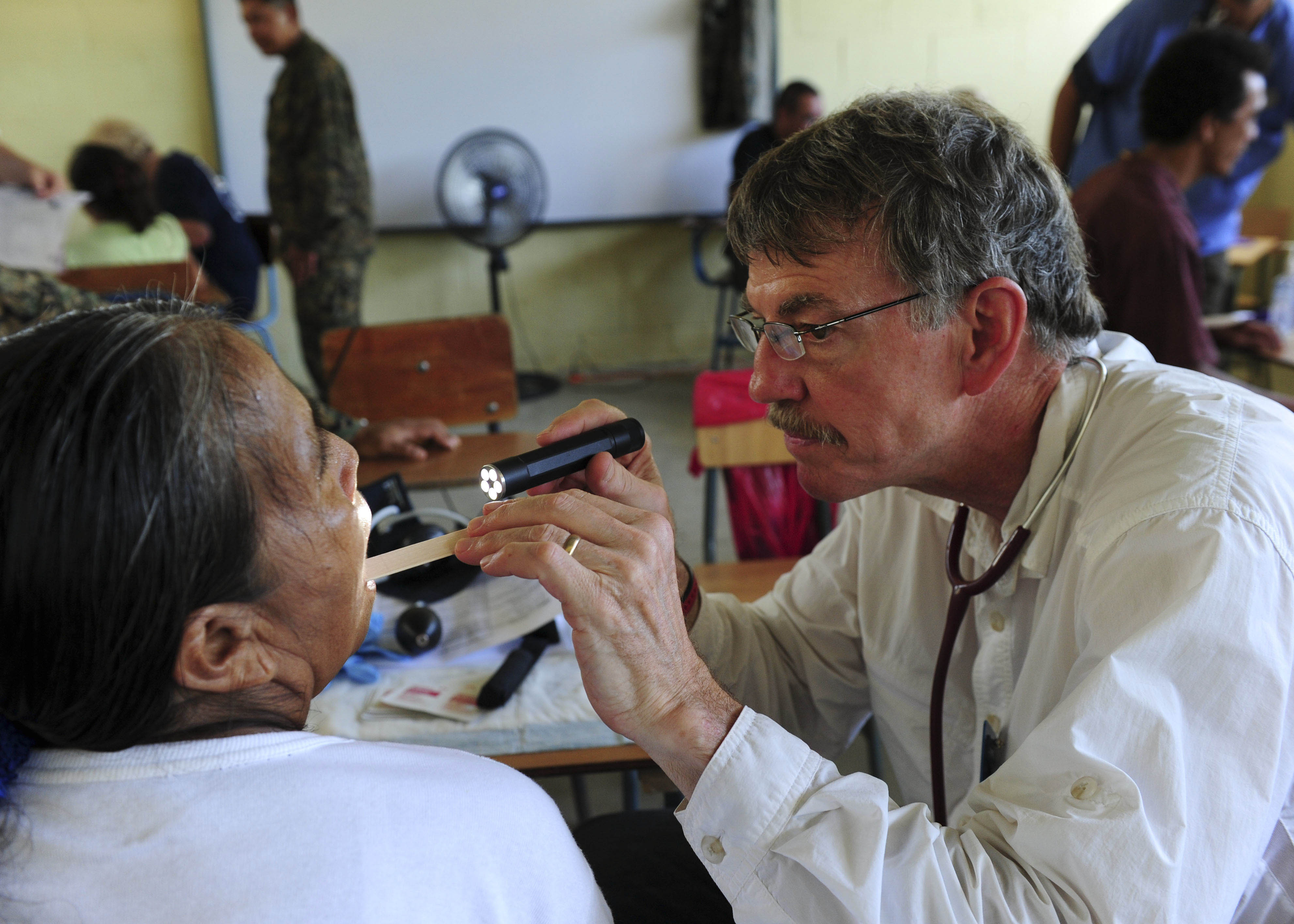
Een vrijwilliger van project HOPE verricht een orale inspectie bij een lid van de plaatselijke bevolking in Guatemala (foto van de United States Navy, 2010.)

Orale pathologie is de pathologieleer die zich met aandoeningen van de mondholte bezighoudt.
In de mondholte kunnen zich allerlei uiteenlopende afwijkingen voordoen, variërend van onschuldig (benigne) tot kwaadaardig (maligne). Hieronder volgt een opsomming:

## Slijmvliesafwijkingen
- Afte en ulceraties
- Atrofie
- Candidose
- Cheilitis
- Condyloma acuminatum
- Epulis
- Erythema exsudativum multiforme
- Fibroom
- Flabby ridge
- Focale epitheliale hyperplasie
- Fordyce's spots
- Glossitis rhombica mediana
- Glossodynie
- Herpes simplex
- Leukoplakie
- Lichen planus
- Linea alba
- Lupus erythematodes
- Mondbranden (burning mouth syndrome)
- Mondkanker
- Morsicatio
- Papillomateuze afwijkingen
- Pemfigoïd
- Pemphigus
- Perlèche
- Pigmentatie
- Psoriasis
- Stomatitis
- Ziekte van Addison

## Parodontopathieën
- Fibromatosis gingivae
- Gingivahyperplasie
- Gingivitis
- Parodontitis
- Implantitis
- Stillman-cleft

## Tandpathologie

### Tandkroonpathologie
- Cariës
- Kaasmolaar (MIH: Molar-Incisor-Hypocalcification)
- Amelogenesis imperfecta
- Dentinogenesis imperfecta
- Tandverkleuringen, fluorosis, tetracyclineverkleuring
- Microdontie, macrodontie
- Hutchinson-tanden

### Pulpapathologie
- Pulpitis
- Pulpanecrose
- Interne resorptie
- Pulpastenen

### Wortelpathologie
- Externe wortelresorptie
- Hypercementose
- Periapicaal granuloom
- Tandabces

### Tanderuptiepathologie
- pericoronitis

## Tongpathologie
- Lingua fissurata
- Landkaarttong (lingua geographica)
- Haartong (lingua villosa)
- Spruw
- Tongcarcinoom
- Halitosis
- Microglossie
- Macroglossie
- Struma van de tong

## Lippathologie
- Cheilitis
- Cheilognathopalatoschisis
- Herpes simplex
- Mucocele of Cheilitis glandularis
- Perlèche of Cheilitis angularis
- Macrocheilie
- Laugier-Hunziker syndroom

## Speekselklierpathologie
- Speekselsteen
- Ranula of Mucocele
- Xerostomie
- Hypersalivatie
- Parotitis
- Bof (parotitis epidemica)
- Syndroom van Sjögren
- Sialoadenitis
- Sialo-adenose
- Muceus retentiefenomeen
- Benigne lymfo-epitheliale laesie

## Cysten

### Dentogene cysten
- Ontwikkelingscysten
- Tandlijstcyste
- Gingivacyste
- Primordiale cyste
- Eruptiecyste
- Folliculaire cyste
- Laterale parodontale cyste
- Keratocyste
- Radiculaire cyste
- Residuale cyste
- Paradentaire cyste

### Niet-dentogene cysten
- Cyste van de ductus nasipalatinus
- Globulomaxillaire cyste
- Mediane mandibulacyste
- Nasolabiale cyste oftewel cyste van Klestadt
- Cyste van de ductus thyreoglossus
- Brachiogene cyste

## Tumoren

### Voorstadia
- Leukoplakie
- Erytroplakie

### Dentogene tumoren
- Ameloblastoom
- Odontoom
- Cementoom

### Overige tumoren
- Fibroom en fibrosarcoom
- Hemangioom
- Kaposisarcoom
- Leiomyoom en leiomyosarcoom
- Lipoom
- Lymfangioom
- Maligne melanoom
- Metastase
- Neurofibroom
- Neurogeen sarcoom
- Rabdomyoom en rabdomyosarcoom
- Schwannoma (neurilemmoon, neurinoma)
- Teratoom
- Ziekte van Sturge-Weber
- Ziekte van Rendu-Osler-Weber

## Kaakpathologie
- Acromegalie
- Alveolitis
- Osteomyelitis
- Ostitis fibrosa
- Ziekte van Paget (=ostitis deformans)
- Kaaktumoren
- Bruxisme
- Temporomandibulaire disfunctie of Costen-syndroom
- Trismus
- Osteoradionecrose
- Centraal reuscelgranuloom

## Overige pathologie
- Syndroom van Melkersson-Rosenthal
- Orale focale infectie
- Laugier-Hunziker syndrome